# 奈良県警察学校
奈良県警察学校（ならけんけいさつがっこう）は、奈良県が警察官並びに警察職員の養成、教育を目的に設置している機関。英語表記はNara Police Academy（略称:NPA）。奈良県警察本部の管轄であり、学校長には警視正または警視が任命される。

## 課程
- 初任科教養
- 初任補修科教養
- 初任総合科教養
- 各種専任科教養
- 一般職員初任科教養
- その他

## 施設
本館（教職員室、教場、食堂、浴場、図書室）
別館（教場、講堂、学生寮）
学生寮（唯心寮）
射撃場
体育館
柔道場
模擬交番（今市交番）
模擬家屋
科学捜査研究所（敷地内にあり）

## 所在地
- 奈良市今市町585